# Renaud et Armide (van Dyck)
Pour les articles homonymes, voir Renaud et Armide.
Renaud et Armide est un tableau réalisé en 1629 par le peintre flamand Antoine van Dyck. Conservée au musée d'Art de Baltimore, à Baltimore, aux États-Unis, cette huile sur toile illustre le passage clé de La Jérusalem délivrée, par le poète italien Le Tasse. Elle représente le moment où Armide tombe amoureuse de Renaud, qu'elle s'apprêtait pourtant à assassiner. Le héros a été endormi par le chant de la naïade qui tient une partition musicale dans le coin inférieur droit de la composition, peut-être une allusion à Armida, l'opéra disparu de Claudio Monteverdi créé à Mantoue un an avant la peinture.